# 공주도서관
공주도서관은 충청남도 공주시 중동 소재의 도서관이다.

## 연혁
- 1985. 11. 01 공주군립도서관 준공
- 1985. 12. 01 공주군립도서관 개관
- 1986. 04. 01 공주시립도서관으로 개칭
- 1991. 03. 01 공주도서관으로 개칭
- 2000. 01. 01 공주지역 평생학습관으로 지정
- 2002. 11. 01 디지털자료실 설치
- 2003. 11. 01 충청남도평생학습축제 개최
- 2009. 02. 17 학교도서관지원센터 지정
- 2010. 12. 18 도서관 견학의 날 운영
- 2011. 01. 31 금강주부독서회문집발간기념회
- 2012. 09. 22 공주의 별 헤는 밤 북콘서트
- 2012. 11. 15 공주도서관 방문의 날 운영
- 2013. 11. 01 RFID 도서관리 시스템 도입
- 2019. 03. 01 충청남도공주교육지원청공주도서관으로 명칭 변경

## 이용 안내
이용 시간
- 종합자료실: 평일 09:00 ~ 19:00 / 토·일요일 09:00 ~ 18:00
- 열람실: 매일 08:00 ~ 21:00
- 평생학습실1·2, 서예실, 동아리방: 필요시에 한함

휴관일
- 매월 월요일
- 개관기념일(12월 16일)
- 국경일 및 관공서 공휴일
- 기타 관장이 필요하다고 인정한 날